# Catocala optata
Catocala optata é uma espécie de insetos lepidópteros, mais especificamente de traças, pertencente à família Erebidae.
A autoridade científica da espécie é Godart, tendo sido descrita no ano de 1824.
Trata-se de uma espécie presente no território português.